# Joaquín Tena Sicilia
Joaquín Tena Sicilia (Abla, Almería, 24 de diciembre de 1879 - 25 de febrero de 1928) fue un médico pediatra y cirujano español.

## Biografía
Descendiente de médicos, fue el quinto hijo de Pedro Tena Avalle, originario de Castuera (Badajoz) y médico de Abla, y Carmen Sicilia Álvarez, hija a su vez de Joaquín Sicilia Gallego, quien también fuera abulense y ejerciera como protomédico, es decir, médico de la Casa Real.
Estudió el bachillerato en Guadix, donde fue discípulo del padre Andrés Manjón, al que admiró. Estudió medicina y ejerció en Madrid, donde dedicó también parte de su tiempo a la atención de niños enfermos, por lo que recibió la Cruz de la Beneficencia y se le recuerda con una placa en el Instituto Antituberculoso.
En 1914, casó en Mataró (provincia de Barcelona) con Antonia Artiga Comas, con la que tuvo seis hijos. El mayor de ellos, Joaquín Tena Artigas, fue director general de Enseñanza Primaria entre 1956 y 1968. Su hermano Antonio Tena Artigas fue secretario general técnico del Ministerio de Educación y Ciencia.
En su villa natal, Abla, existe un colegio de educación infantil y primaria que lleva su nombre.
Fue tío abuelo del diplomático español Juan Ignacio Tena Ybarra y del oftalmólogo Pedro Tena Ybarra que fuera director de Instituto Oftalmológico Nacional y secretario de la Sociedad Oftalmológica Hispanoamericana y conocido por haber salvado la vista de Muamar el Gadafi en la década de los 70 del siglo XX.[cita requerida]